# Підазовське городище
Підазовське городище — археологічна пам'ятка, яка розташована на західній околиці міста Азов в Ростовській області.

## Історія
Датою виникнення Підазовського городища дослідники називають I століття до нашої ери. Проіснувало городище приблизно до III століття нашої ери. Територія городища була оточена валом, житло розташовувалось на мінімальній відстані від нього. Житло будували під квадратним в плані з заокругленими кутами. Основні характеристики житла: глинобитна підлога та очеретяні стіни, висота яких досягала 2,5 метри. Між житлами були зроблені вузькі проходи, завширшки 1 метр. Перед будинками була вулиця, довжина якої становила близько 5 метрів. На вулицю виходила тильна сторона ряду будинків. Перед житлами було прийнято роботи ями, які мали різне призначення: в них зберігали зернові культури, робили погреби та збирали сміття. Городище представляло собою єдине меотське поселення, яке оточував рів, і яке було розділене на нижню та верхню частини. На схід від основної частини розташовувалась площа неукріпленого поселення.
Підазовське городище відомо з 1911 року. В 1960-1970-х роках проводились його розкопки. Керував археологічними роботами І. С. Каменецький. Укріплена територія городища складала 3300 квадратних метрів. На Підазовському городищі археологи виявили залишки будівель, які були виконані з жердин, очерету, який для виконання робіт обмазували глиною. Залишки були розташовані поряд одна від одної та складали своєрідний ансамбль. За результатам розкопок пізніше була зроблена реконструкція хатини в масштабі 1:2 членами реставраційного студентської групи одного з університетів в 1976 році. При реконструкції були збережені всі конструктивні елементи: купольна піч, вогнища та лежанок.